# ウィリアム・ヘンリー砦の戦い
ウィリアム・ヘンリー砦の戦い（ウィリアム・ヘンリーとりでのたたかい、英 Siege of Fort William Henry、仏 Bataille de Fort William Henry）は、1757年の8月に、フランスとイギリスの間で行われた、フレンチ・インディアン戦争の戦闘である。ジョージ湖南岸のこの砦の包囲戦で、兵力の乏しいイギリスは降伏し、砦を撤退することとなったが、その時、フランスと同盟していたインディアン兵による、イギリス軍への虐殺行為が起こった。この行為での死者は当初1,500人程とも言われていたが、現代の調査では、恐らく200人にも満たないと思われる。

## イギリスの連敗
1754年、イギリスとフランスとの間で、北アメリカの植民地（現在のペンシルベニア州西部とニューヨーク州北部）をめぐってフレンチ・インディアン戦争が勃発した。最初の数年間は、イギリスは特にうまく行ったわけでもなかった。1755年、エドワード・ブラドックによるブラドック遠征が、モノンガヘラの戦いで惨憺たる結果に終わり、翌1756年、イギリス軍司令部は、何ら作戦を立てることができなかった。イギリス軍は大きく後退したが、ルイ＝ジョゼフ・ド・モンカルム率いるフランス軍とインディアンの同盟軍は、1756年8月のオスウィーゴ砦の戦い (1756年)で、駐屯部隊を捕囚し、砦を破壊した。その一月前、1756年の7月には、ブラドックの死後、臨時にイギリス軍の指揮を執ったウィリアム・シャーリーに代わって、ルードゥーンが、北アメリカのイギリス軍の指揮官となった。

### ケベック遠征計画
1757年に向けてルードゥーンが立てた作戦は、1756年の9月にイギリス本国の政府に提出され、ヌーベルフランスの中心地であるケベックに、遠征隊を派遣することに焦点を当てていた。これは純粋に、ヌーベルフランスの辺境に沿って、如何に防御すべきか、その作戦を練るもので、オールバニとモントリオールの中間にあり、争いが絶えない経路であるハドソン川とシャンプラン湖も遠征路に含まれていた。1755年のジョージ湖の戦いに続いて、フランス軍はカリヨン砦（現タイコンデロガ砦）をシャンプラン湖の南岸に建てており、一方でイギリス軍は、ジョージ湖の南岸にウィリアム・ヘンリー砦を建てており、その16マイル(26キロ）南にもエドワード砦を立てていた。この2つの砦の間には、ジョージ湖を中心に手つかずの自然が残されており、歴史家のイアン・スティールの著述によれば「ジョージ湖は、軍隊のためにあるような水路である。敵の砲撃など、たかだか数日おきにしか来ない」

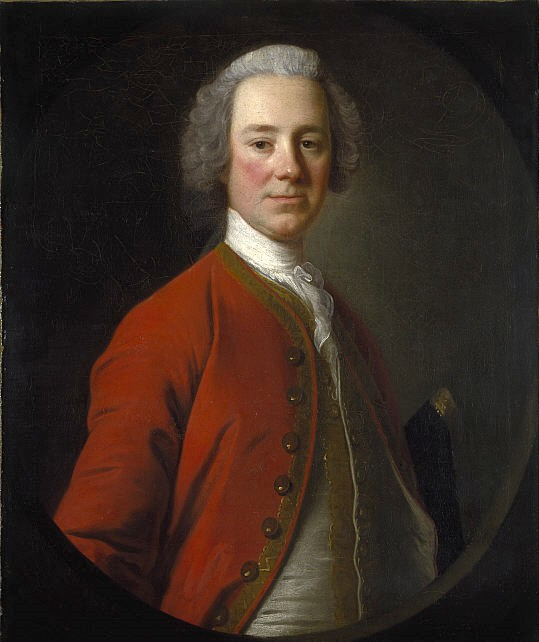
ルードゥーン総督

ルードゥーンの作戦は、ケベックへの遠征隊到着が、時宣を得たものであること、フランス軍が辺境への遠征隊に対して動きが取れなくなるため、ヌーベルフランスの要であるケベックを、セントローレンス川に沿って守らざるをえなくなることを前提にしていた 。しかしながら、本国政府では、北アメリカとヨーロッパ、双方での七年戦争による、勢力の移り変わりが混乱をきたし、ウィリアム・ピットが、軍事の支配権を握るまでになっていた。そのためルードゥーンは、この遠征計画に関して、ロンドンから返事をもらえたのは、1757年の3月になってからだった。この返事が来る前に、ルードゥーンはケベック遠征計画をより発展させ、13植民地の総督たちと共に、辺境を協力して守り、民兵に、それぞれの地域を割り当てることを考えていた。
1757年3月に、ウィリアム・ピットからの命令が最終的に届き、第一の標的として、イル・ロワイヤル（現在のケープ・ブルトン島）の大西洋岸にあるルイブール砦への遠征が求められた。物質的な不安はなかったものの、辺境地帯で何が起こるかが大きく懸念された。セントローレンス川沿いに常駐するフランス軍は、ルイブールへの援軍は遠すぎて不可能だろうが、結果として、辺境地帯のあちこちで動き回ることは可能と思えたからだ。ルードゥーンは、ルイブールへの遠征のために最良の部隊を選び出し、ニューヨーク植民地の辺境地帯の指揮官として、准将のダニエル・ウェッブを配した。ウェッブには2,000人から成る正規兵が任されたが、その中心になるのは、第35歩兵連隊と、第60歩兵連隊からの兵だった。13植民地からは、5,000人の民兵が参加した。

### フランスの包囲準備

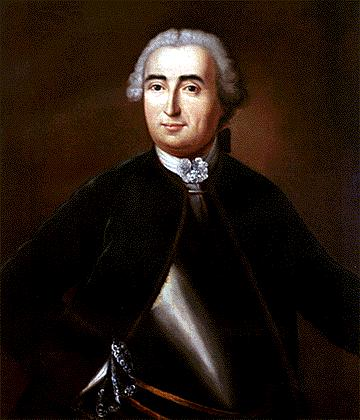
モンカルム将軍

1756年のの勝利の後、モンカルムは、ウィリアム・ヘンリー砦でイギリスと交戦する機会を狙っていた。この砦は、カリヨン砦を攻撃する上で、イギリスの拠点たりうるところだっただからだ。モンカルムは、最初のうちは、イギリス軍の配置もわからないままに、ウィリアム・ヘンリー砦に攻撃を仕掛けるのをためらっていた 。その春に、ロンドンの諜報員からもたらされた情報には、イギリスの標的はどうやらルイブールらしいということだった。これはつまり、辺境地帯を守るイギリス軍部隊の水準は低く、ウィリアム・ヘンリー砦で攻撃は可能であるということを暗示していた。この発想は、英仏両軍が定期的に徴兵した兵たちからの情報や、この年1月の「スノーシューの戦い」を含む戦闘の脱走兵及び捕虜への尋問による情報を得て、一段と現実味を帯びた。
早くも1756年の12月には、ヌーベルフランス総督のヴォードルイユ侯ピエール・フランソワ・ド・リゴーは、翌年夏の軍事行動に向けたインディアン兵の人選手続きに入っていた。オスウィーゴ砦の攻略で、インディアン兵により流布された噂のため、いくらか尾ひれがついてはいたものの、1757年6月までにはモントリオールに「ペ・ダン・オー」（Pays d'en Haut、ヌーベルフランスの中で最も遠くにある地域）から1,000人にも及ぶ兵士を連れて行くことになり、この攻撃が成功する可能性は高まった。別に、セントローレンス川流域に住んでいた800人のインディアン兵が徴集された。

### イギリスの兵力集結

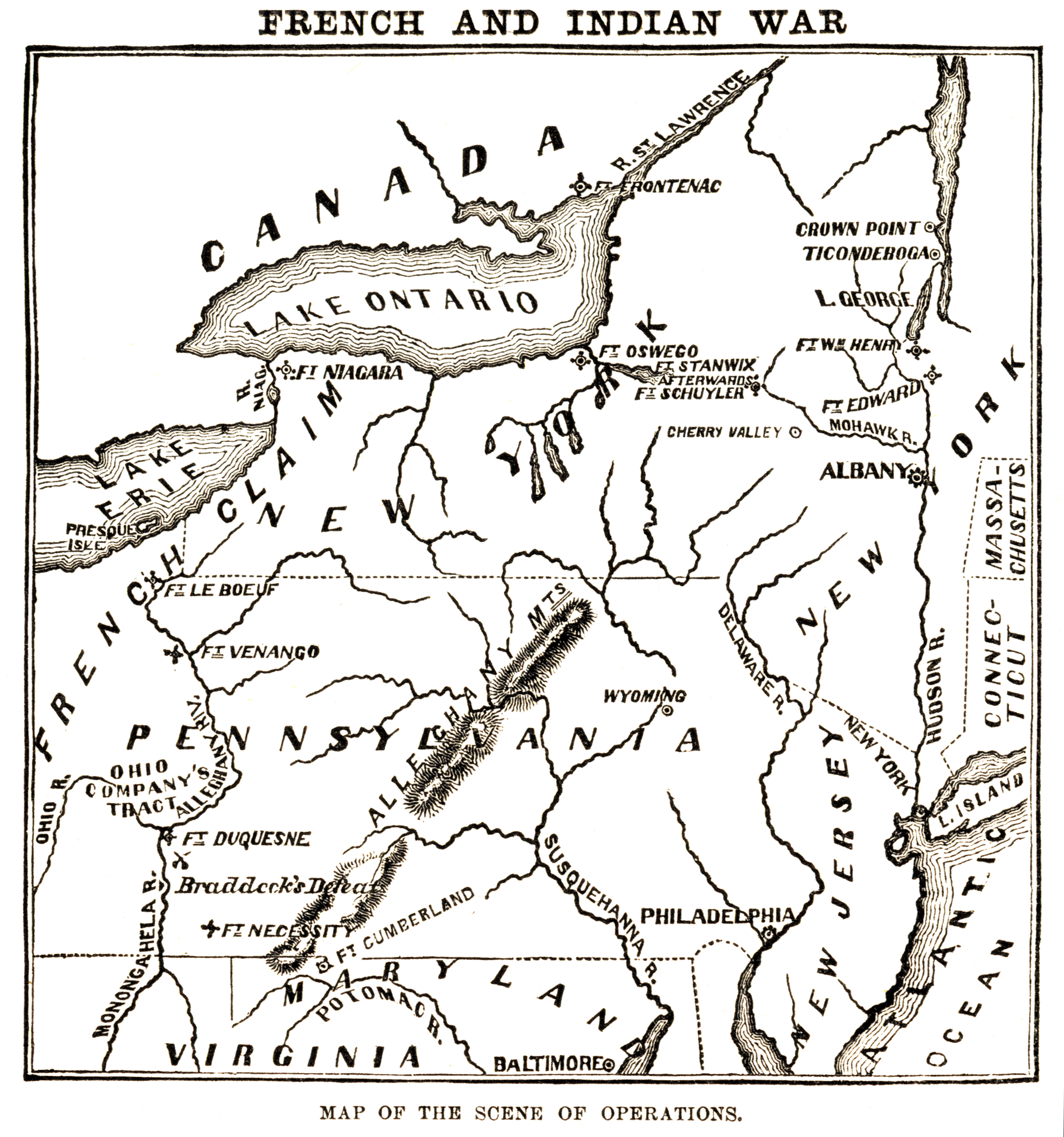
当時の地図、向かって右のヨークの上、ジョージ湖の下にFT WM HENRY（ウィリアム・ヘンリー砦）の文字が見える

ウィリアム・ヘンリー砦は、1755年の秋に建設され、大ざっぱな四角形の砦で、隅の稜堡があった。この城塞は、インディアンの攻撃を撃退するためのものではあったが、大砲で攻撃を仕掛ける相手にとっては、十分とは言えない造りだった。壁の厚さは30フィート（約9.1メートル）で、土嚢の上を丸太でおおってあった。砦の中の、練兵場の周囲には2階建ての木造の兵舎があった。北西の稜堡に火薬庫があり、南東には病院があった。三方を干上がった堀に囲まれており、もうひとつの側は湖へと下っていた。この砦に入る唯一の方法は、堀にかけられた橋を渡ることだった。砦の敷地は、駐屯部隊400人から500人程度で一杯になり、その他の部隊は、砦から750ヤード（約690メートル）離れた、1755年のジョージ湖の戦いの戦場の近くで野営をさせられていた。
1756年から1757年の冬の間、ウィリアム・ヘンリー砦の駐屯部隊は、少佐のウィル・アイレが率いる第44歩兵連隊の数百人の部隊だった。3月になって、フランス軍は、ヴォードルイユの弟のピエール・ド・リゴー指揮下の1,500人部隊を、攻撃要員として送り込んだ。植民地の海兵隊と、民兵と、インディアン主体の兵力で、重火器は持っていなかったが、砦を4日間包囲し、別棟の建物や、多くの船を壊して退却した。春になって、アイレと部隊に代わって、中佐のジョージ・モンロと第33歩兵部隊が駐屯した。モンロは、自分の部隊の多くがいる野営に指令本部を置いた。

### フランスの兵力集結
モントリオールに集まったインディアン兵は、南のカリヨン砦に送られ、そこで、フランソワ＝シャルル・ド・ブールラマクが指揮する正規部隊のベアルヌ連隊と、王立ルーション連隊、そして、フランソワ＝ガストン・ド・レビが率いるラ・サル連隊、ギュイエンヌ連隊、ラングドック連隊、それからラ・レーヌ連隊と合流した。海兵隊もこれに加わり、民兵とインディアン兵とで、カリヨンのフランスの勢力は8,000人にも膨れ上がった。

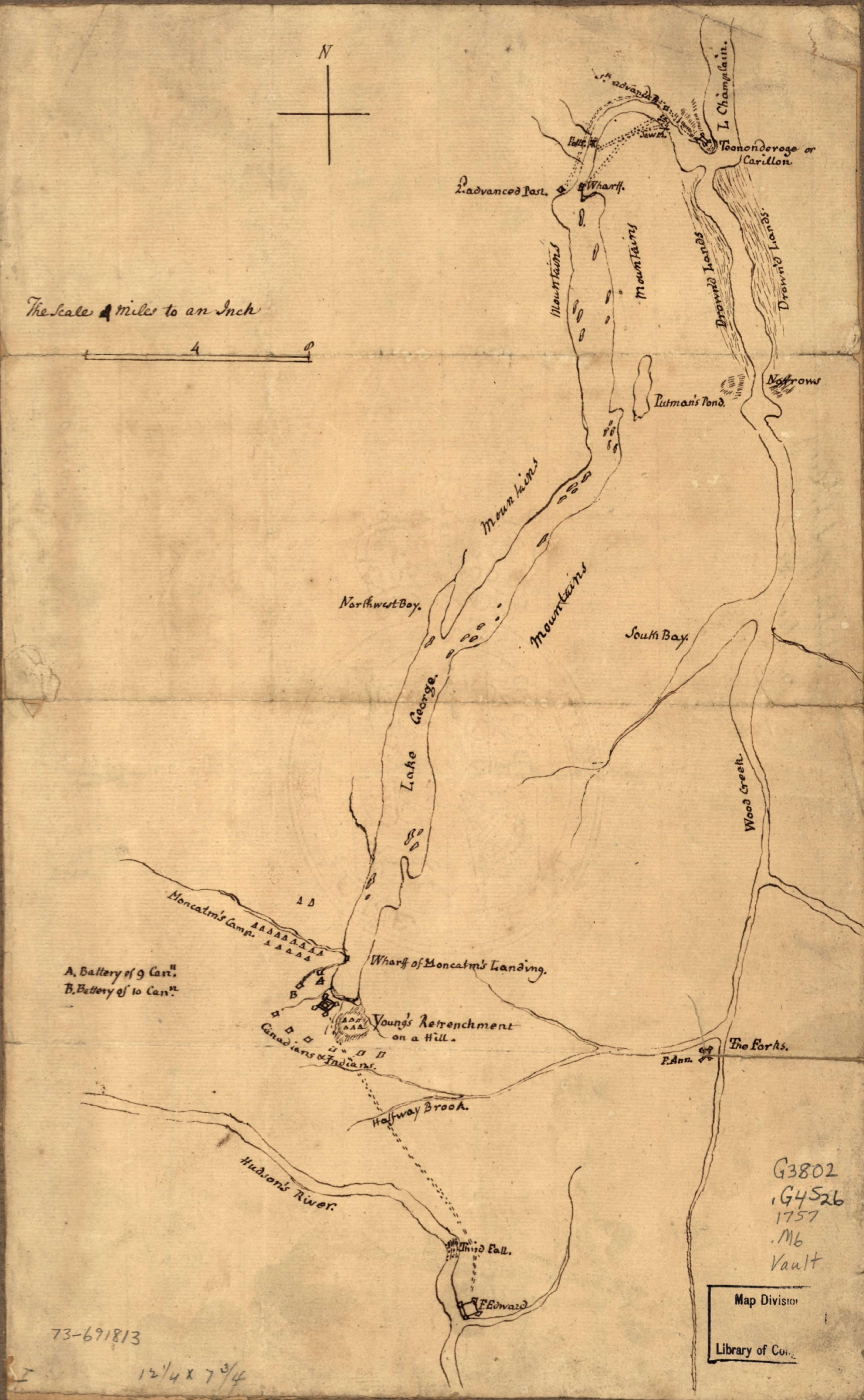
ジェームズ・モントレザーによる砦周辺の手描き図

カリヨン砦では、フランスの主導権によっても、同盟者であるインディアン兵の行為を統御するのは難しかった。あるインディアンのグループがイギリス人捕虜に二列に並んだ兵からの鞭打ち刑を課そうとしたのは制止されたが、オタワ族のグループはまた別の捕虜の肉を儀式として食べているところを見つかったが、止めさせられなかった。またフランスの幕営には、インディアンたちが本来の割り当て以上の糧食を持ち出すのをとめる力がないことに苛立ちを募らせていた。モンカルムの側近であるルイ・アントワーヌ・ド・ブーゲンビルは、こうした行為を無理に止めさせるようなことをすれば、インディアン同盟軍からは脱走兵が出るだろうと見ていた。7月23日のサバスデイポイントの戦いで捕囚された多くの兵の一部の肉が、やはり儀式として食べられていた。この捕虜たちは、モンカルムが、インディアン兵を説得して、モントリオールへ奴隷として売るために送るつもりだった。このことは、来るべき何かを暗示していた。

## イギリス軍の補強
ウェッブは、拠点であるエドワード砦から指揮をしていた。4月に、フランス軍がカリヨン砦に、物資と兵を集めているという情報を得ていた。7月半ばに、フランスがその活動を続けているという知らせが、フランスの捕虜とともに届いた。ジョゼフ・マリン・ド・ラ・モルグが、7月23日に、エドワード砦の近くにいた作業班を攻撃したことを受け、ウェッブは、ウィリアム・ヘンリー砦へ、少佐のイスラエル・パットナム率いるコネチカット・レンジャーズを連れて行き、その中から分遣隊を、シャンプラン湖へ偵察にやった。戻って来た分遣隊はこう言った、「湖のいくつかの島にインディアン兵が野営をしています、ウィリアム・ヘンリー砦から約18マイル（約29キロ）のところです」パットナムとレンジャーズには堅く口止めをさせ、ウェッブはエドワード砦に戻った。8月2日、中佐のジョン・ヤングと、200人の正規兵、そして800人のマサチューセッツの民兵を、ウィリアム・ヘンリー砦に向かわせた。駐屯部隊の補強のためだった。これによって、駐屯部隊の人数は2,500人にもなったが、そのうちの数百人が健康を害しており、一部の者は天然痘にかかっていた。

## 包囲戦
一方で、モンカルムとインディアンの同盟軍は南への移動を始めた。7月30日、レビの指揮下にある先発隊がカリヨン砦を出発し、陸路ジョージ湖の西岸に沿って進軍した。というのも、全軍を移動させられるだけの船が、フランス軍にはなかったのである 。モンカルムとあとの兵は、翌日船で砦を発ち、夜にガヌースク湾（Ganaouske Bay）で、レビ隊と合流した。次の夜、レビはウィリアム・ヘンリー砦から、たかだか3マイル（約4.8キロ）しか離れていない場所に野営した。モンカルムも遅れは取っていなかった。8月3日の早朝、レビと民兵たちとはエドワード砦からウィリアム・ヘンリー砦の間の道を封鎖し、ほんの少し前に到着したばかりのマサチューセッツの民兵と小競り合いになった。午前11時、モンカルムはモンロに降伏するよう勧告したが、モンロはこれを拒絶し、エドワード砦に使いを送って、現状が実のところかなり悲惨であり、援軍を頼みたい旨を届けさせた。ウェッブは、レビから脅かされているような気がして、彼のおよそ1,600人の兵を、一人たりともウィリアム・ヘンリー砦にやることを拒否し、このためウェッブの部隊は、フランス軍とモンロの交戦の障害的存在となった。ウェッブは、8月4日、モンロに手紙を送り、極力いい条件下で交渉すべきであると書いた。しかしこの手紙はフランス軍に奪われ、モンカルムに手渡された。
イギリス軍がそうこうしている間、モンカルムは、ブールラマクに、包囲作戦を開始するよう命令した。フランス軍は、ウィリアム・ヘンリー砦の北西から塹壕を掘り始めた、砦北西の稜堡に対抗して、大砲を運びこむのが狙いだった。8月5日、フランス軍が、砦から2,000ヤード（約1,8キロ）の地点から砲撃を始め、この光景に大規模なインディアンの分遣隊が見入っていた。翌日、砦から900フィート（約270メートル）のところで砲撃が起こり、先の塹壕からかなり離れたところで十字砲火が起こった。駐屯部隊の応戦は、塹壕からフランス兵を追い払う程度のもので、しかも砦の大砲の一部は、過度の使用に耐えきれず、砲座から下ろされたり、爆発したりした 。
8月7日、モンカルムは、休戦旗を掲げた砦にブーゲンビルをやって、イギリス側に届くはずだった手紙を届けさせた。その時には、砦の壁には穴があき、大砲の多くが使い物にならず、駐屯部隊はかなりの死傷者を出していた。後日、フランスから新たな砲撃があり、その間に塹壕が掘り進められて、砦から250ヤード（約230メートル）の距離にまで達していた。モンロは白旗を揚げ、交渉を開始した。

## 虐殺

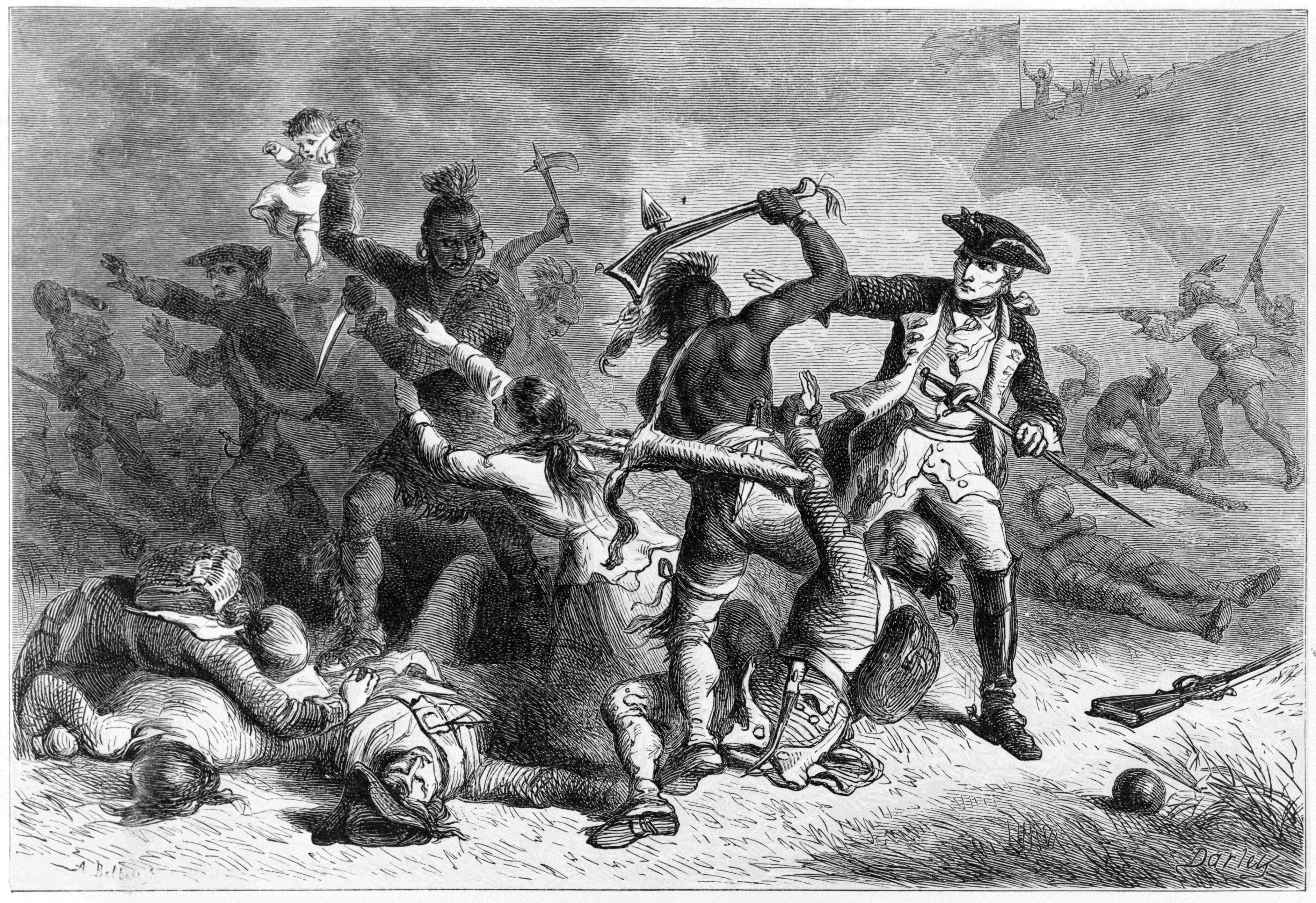
インディアンたちの虐殺を止めに入るモンカルム（銅版画）

降伏の条件に関して、イギリス軍とその随行者たちは、フランスの警護により、栄誉礼とともにエドワード砦まで撤退すること、1年半の間戦闘に加わらないことを条件として受け入れた。イギリス軍は銃剣を持って行くことと、一台きりの、形式的な大砲を持って行くことは許されたが、弾薬は禁じられた。さらに、イギリス当局は、3か月以内にフランスの捕虜を釈放しなければならなかった。モンカルムはこの条件に同意したが、インディアンの同盟軍が果たしてこれを理解し、首長たちが、兵たちを自制させられるかどうか確かめようとした。多くの部族が集結しているインディアンの野営地では、この条件は混乱を極めた。一部の兵は、今そこにいるヨーロッパ人には理解できない言葉をしゃべるものもいた。イギリスの駐屯兵が、砦から引き上げ、塹壕で囲まれた兵舎へ移動した。そしてモンロは、フランスの兵舎をあてがわれた。その後インディアンたちが砦に入り、中のものを略奪して、ケガや病気で動けなくなっていたイギリス兵を虐殺した。
塹壕で囲まれた兵舎の、周辺に配置されていたフランスの歩哨は、インディアンを砦の外に出した点ではいくらか成功したものの、略奪と、頭の皮をはぐのを止めさせるのには大きな骨折りが必要だった。モンカルムとモンロは、翌朝に捕虜を南に向けて移動させようと計画していたものの、インディアンたちの蛮行を目の当たりにした後のため、夜のうちに移動させることにした。イギリス軍の移動準備が完了したのに気づいたインディアンたちの、多くが兵舎の周りにひと塊りになり、朝まで進軍させないようにして、フランス軍の首脳をてこずらせていた。
翌朝、イギリス兵たちが、エドワード砦進軍の編隊形成もしないうちから、インディアンたちは、彼らに攻撃を再開した。イギリス兵の大部分が防御手段を持たないにもかかわらずである。午前5時、砦の兵舎の小屋にインディアンたちは入りこんだ。そこには、負傷して、フランスの軍医の手当てを受けているイギリス兵がいるはずだったが、インディアンたちは彼らを殺し、頭皮をはいだ。モンロは、これは条件付き降伏に違反すると苦情を申し立てたが、彼の部隊は、兵たちの進軍を可能にするために、この厄介な出来事に耐えなければならなかった。進軍を始めた兵たちは、あちこちから姿を現すインディアンに悩まされた。彼らは隙を窺っては、兵器や服を横取りし、その行為に抵抗する者は無理やり列から引き離した。女性や子供、使用人や奴隷もまたしかりだった 。最後の列が野営地を離れた時、勝ちどきが上がり、アベナキ族の隊が、イギリス兵の背後から襲いかかった。
モンカルムと他のフランス人士官は、それ以上の襲撃を止めようとしたが、他の兵たちはそれをしようとせず、一部の者ははっきりと、これ以上イギリス兵を保護しないと口にした。この時点で隊列はばらばらになり、ある者たちはインディアンの猛襲から逃れようとし、またある者は積極的に防御に努めた。マサチューセッツの大佐であるジョセフ・フリエは、身ぐるみのほぼすべてを剥がれ、何度も脅されたと書いている。彼は森林に逃れ、8月12日になって、やっとエドワード砦に辿りついた。
この時の死者、負傷者、そして捕囚者の推定人数には、かなりばらつきがある。イアン・スティープルは、推定人数は200人から1,500人の間とまとめている。包囲戦とその後との、細かい部分を見て行くと、最終的にはイギリス軍の行方不明者と死者は69人から184人の間となり、最多の184人だとしても、降伏した人数2308人の7.5%である
。

## ウィリアム・ヘンリー砦の破壊

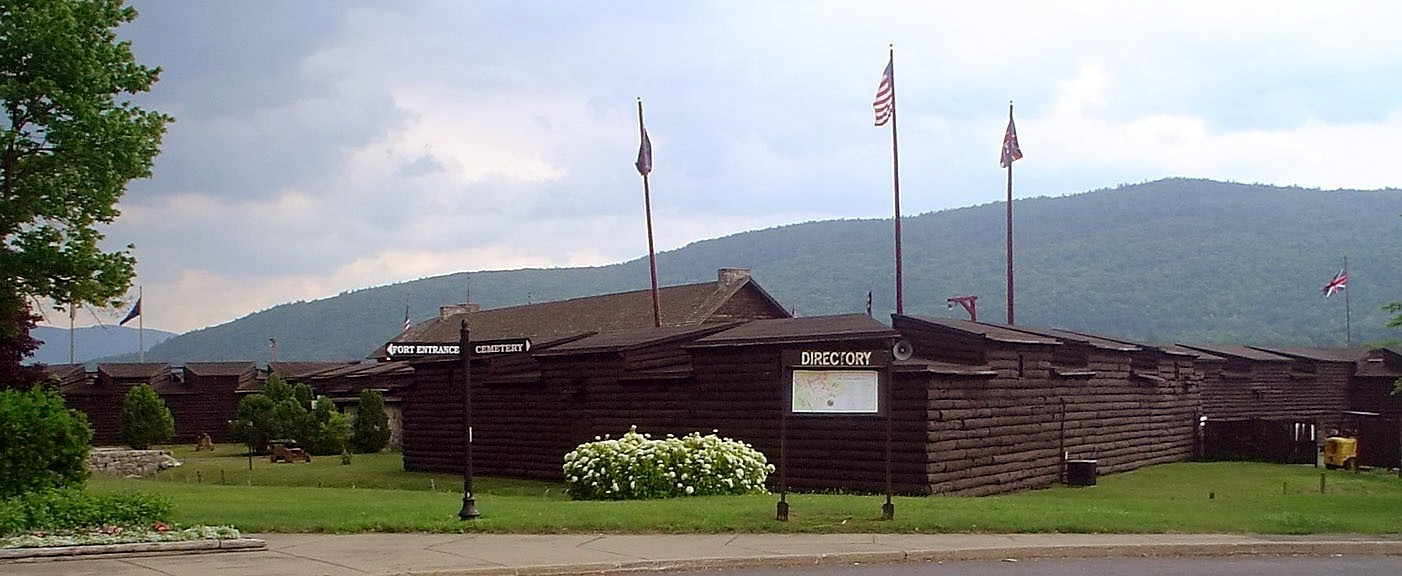
再建されたウィリアム・ヘンリー砦

惨事ののち、午後になって大部分のインディアンは集落へと戻った。モンカルムは捕囚した500人の捕虜たちを安全に釈放できたものの、他にまだ200人の捕虜がいた。フランス軍は、その地に数日間留まって、8月18日にカリヨン砦に戻る前に、イギリスが建てたこの砦を破壊した。あまり知られていない話だが、モンカルムは、勝利をより確かなものにするための、エドワード砦への攻撃は見送った。この決断を裏付けるために、様々な説が出ているが、多くの（すべてではないが）インディアンが去って行ったこと、食糧の不足、ハドソン川への連水陸路で荷物を牽かせるための馬の不足、そして、民兵たちを収穫の時期に合わせて帰省させる必要があったことなどがあげられる。
フランス軍の動きが、イギリス側のインディアン斡旋の有力者であるサー・ウィリアム・ジョンソンに届いたのが8月1日のことだった。ウェッブとは違って、ジョンソンはかなり急いで、8月6日に1,500人の民兵、150人のインディアンとともにエドワード砦に着いた。ウェッブが取った手段はジョンソンを激怒させた。ウェッブは、ウィリアム・ヘンリー砦へのジョンソン軍の進軍を拒否したのだ。明らかに、フランス軍が11,000人の勢力であること、如何なる救援が試みられ、使用可能な援軍が来ても無駄であるという、フランスの脱走兵の情報を真に受けていたのである。

### 捕虜釈放と合意の無効
8月14日、モンカルムはルードゥーンとウェッブに書状をしたため、インディアンたちの行為を詫びたが、しかしこの件の正当化にも努めた。インディアンに捕えられ、モントリオールに送られた多くの捕虜は、やはり結局はヴォードルイユの交渉により、捕虜交換を通じて本国に送還された。9月27日、イギリスの小艦隊がケベックを出航した、艦隊には、仮釈放となった、あるいは交換された捕虜たちが乗っていた。ウィリアム・ヘンリー砦での戦いやオスウィーゴ砦の戦いで捕囚された兵たちだった。艦隊がハリファクスに着くと、ウィリアム・ヘンリー砦で捕虜となった300人が植民地に戻った。艦隊はその後ヨーロッパへと向かい、そこでもう少し多くの捕虜たちが釈放された。うち何名かは、やはり最終的には植民地に戻った。

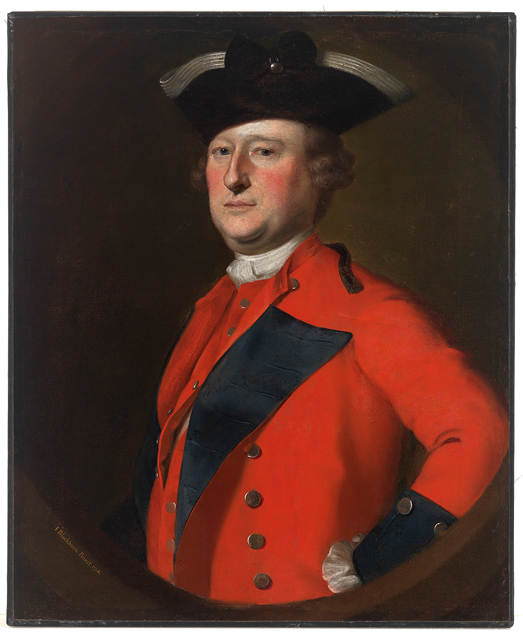
ジェフリー・アマースト

この敗戦で、ウェッブは本国へ召喚された。ウィリアム・ジョンソンは、ウェッブは「私が知っている唯一の臆病なイギリス人」と書いている。総督のルードゥーンもやはり召喚された。しかしこの召喚が、ルイブールの遠征の失敗の主たる要因となる。モンロは1757年に死去した。死因は脳卒中といわれるが、歴史家の一部には、共に戦ったウェッブの失敗への怒りが、この病気を引き起こしたのではと考える者もいる。
総督のルードゥーンは、降伏条件としてのフランスの捕虜の解放が、遅れたことに気をもんだ。ルードゥーンを引き継いで、総指揮官となった
ジェームズ・アバークロンビーは、第35歩兵部隊の、仮釈放となった者から、この合意を無効にするように求められた。そうすれば、彼らは1758年には任務につけるからだった。アバークロンビーはこれに応じ、捕虜となったイギリス兵は、1758年のルイブールの戦いで、ジェフリー・アマーストのもとで任務に就くことができた。アマーストも、1760年には、フランスの降伏で捕虜の扱いの主導権を握ることになるが、この時はルイブールと、モントリオールで降伏した部隊への栄誉を拒否した。この戦いでの、フランスの捕虜への条件のこだわりが、その一因となっていた。

## 虐殺の真相

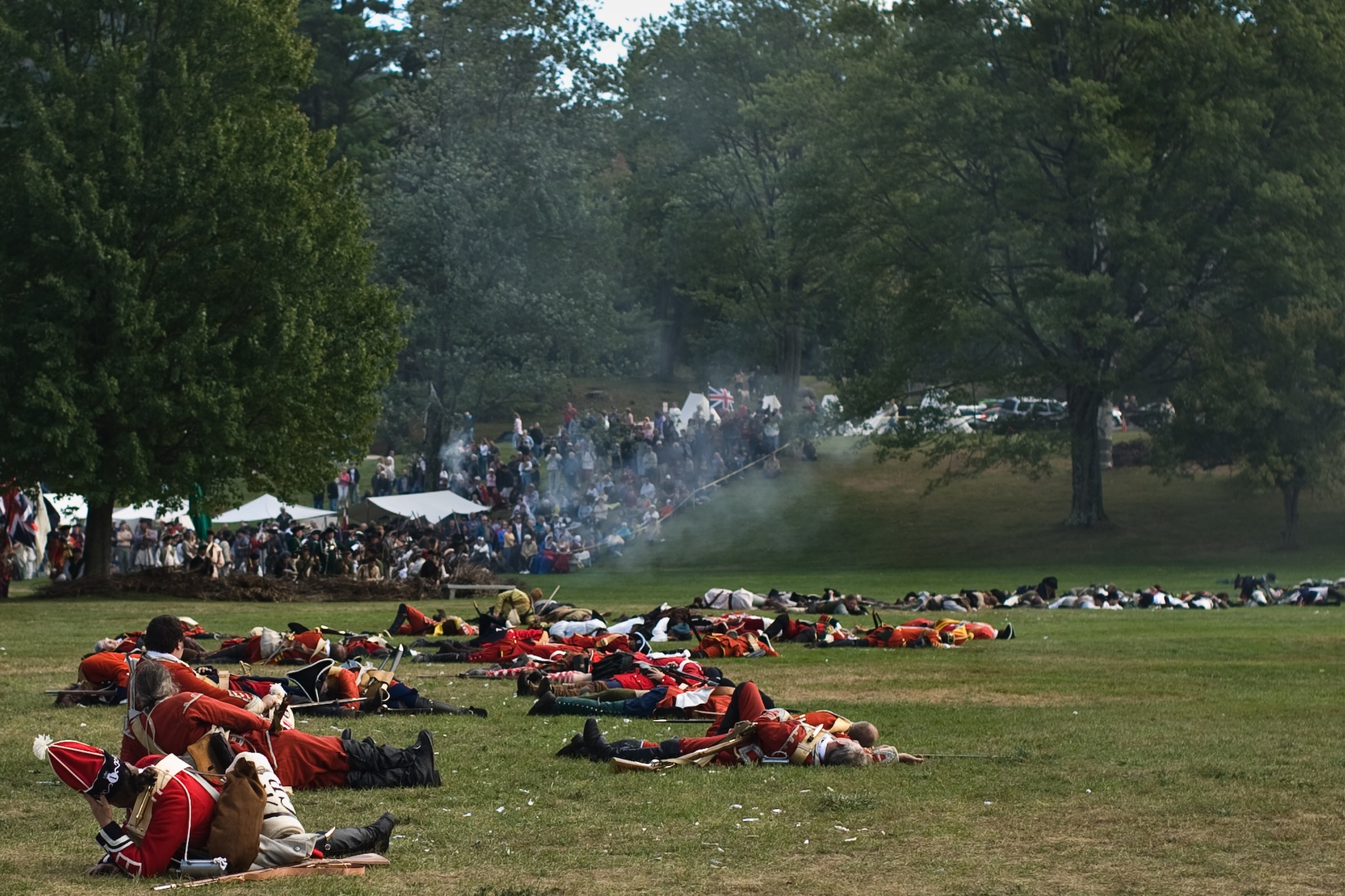
戦いから250周年を記念して行われた再演

このウィリアム・ヘンリー砦の跡地には、イギリスは何も再建しようとせず、200年ほど、砦の残骸がそのままになっていた。1950年代になって、この砦の発掘調査が始まり、最終的には、ジョージ湖を訪れる観光客の目的地として、ウィリアム・ヘンリー砦の再建がなされるにいたった。
この当時の北米植民地を考える上で、インディアンによる略奪行為が注目される。実際、彼らに抵抗した人々は殺され、その人数は定かではないが、「虐殺」という表現が用いられている。後の捕虜の解放は、一般に公表されたのと同じものとは限らない。戦闘とそれに続く殺戮とは、ジェームズ・フェニモア・クーパーの1826年の小説『モヒカン族の最後』とその映画化作品とで描かれているとおりである。クーパーの戦闘に関する記述は、多くの不正確な部分があるが、彼の作品や、ベンソン・ロッスィングやフランシス・パークマンといった、昔の研究者により、戦闘において時にぞっとするような記述は、実際よりもより多くの人が死んだのだと思わせることになる。ロッスィングは「1,500人の人々が殺され、あるいは絶望的な捕虜の身となった」というのは、殺された人数よりも捕囚された人数の方が多く、その捕虜の多くが結局は釈放されたということである、と書いている。

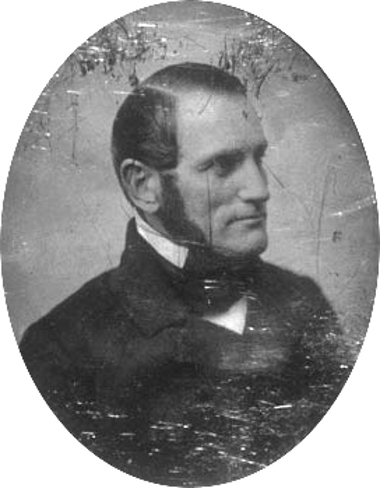
歴史家フランシス・パークマン（銀板写真）

インディアンの責任をどこに帰するのかについては、歴史家の間でも意見が分かれる。フランシス・ジェニングスは、モンカルムは何が起きるかを予期しており、起こったことに対しては意図的に無視して、悪逆無道な行為がおさまって、いい方向に進み出してから足を踏み入れたと主張する。また、ブーゲンビルが8月9日の夜にモントリオールを出て、その時点では虐殺の現場に居合わせなかったにもかかわらず、その事件を隠蔽するような文章を書いて、モンカルムを擁護しているとも言っている。パークマンは、モンカルム擁護により熱心で、彼と士官たちとは、蛮行を防ぐためにできることをしたが、猛攻撃を阻止するには力が足りなかったとしている。
イアン・スティールは、この記録を支配するのは、2つの主要な考えであると注記している。一つはモンカルムによってまとめられた記録で、降伏の条件や、ウェッブやルードゥーンへの手紙などで、フランスとイギリス両国の植民地やヨーロッパに広く受け入れられている。もう一つは1778年に、ジョナサン・カーヴァーによって出版された書物である。カーヴァーは冒険家で、マサチューセッツの民兵としての従軍経験があり、この戦いにも参加していた。スティールによれば、カーヴァーの原文には、裏付けとなる分析も根拠もなしに、1,500人にも及ぶ人々が「殺され、または捕虜となった」と書かれている 。1822年に出版された、イェール大学総長のティモシー・ドワイトの遺作には、明らかに「ウィリアム・ヘンリー砦の虐殺」という表現が作りだされており、カーヴァーの著作をもとにしている。この2冊は恐らくはクーパーに影響を与えている。そして、インディアンたちの犯罪に関して、モンカルムに責めを負わせる傾向がある 。
スティールは、虐殺の根本的な理由について、より含みのある考えを取り入れている。モンカルムと、フランスの指揮官たちとは、インディアンたちと、何度も勝利の勲章として、略奪、頭皮をはぐこと、そして捕虜を連れ去ることを約束していたというのである 。サバスデイポイントの戦いのあとで、捕虜は身代金を払って釈放され、インディアンたちは目に見える形での勲章を得られなかった。ウィリアム・ヘンリー砦の降伏条件では、事実上、インディアンたちの略奪の大きな機会は否定された。食糧はフランス軍に奪われ、兵士たちの身の回りの物は、イギリス軍の支配下に置かれたままで、インディアンの取り分は何もなかった。スティールによれば、フランス軍が敵であるイギリス軍と共謀して、友人（インディアン）に、何らめぼしい勲章を残さないように仕組んだと考え、そのうっぷんが積もったのだとしている。
歴史家のウィリアム・ネスターによれば、この戦いの間、多くのインディアンの部族が戦闘に参加した。ある者たちは数名の、個々の兵として参加しただけだったが、別の者たちはフランス軍に参加するために、ミシシッピ川やハドソン湾のような遠方から来た者もいた。ネスターが言うには、病人を殺すことや頭皮を剥ぐこと、あるいは遺体を掘り返してまで略奪をしたり頭皮を剥いだりしたために、インディアンたちが天然痘にかかり、集落に戻っていった。この天然痘による惨状は、後の、フランスの軍事行動へのインディアンの参加に影響を与えたとされる 。

## 関連書籍
- Bellico, Russel P (1995), Chronicles of Lake George: Journeys in War and Peace, Fleischmann's, NY: Purple Mountain Press, ISBN 0-935796-62-2
- Carver, Jonathan; Parker, John (ed) (2004), Journals of Jonathan Carver, St. Paul, MN: Minnesota Historical Society Press, ISBN 9780873514927, OCLC 213846192
- Cooper, James Fenimore (2005) [1921], The Last of the Mohicans: a Narrative of 1757, New York: Macmillan, ISBN 9780451529824, OCLC 21280984
- Dwight, Timothy (2010) [1823], Travels in New-England and New-York, Volume 3, New Haven, CT: self-published, ISBN 9781145361461, OCLC 2602185